# Sociedad Fotográfica de Viena

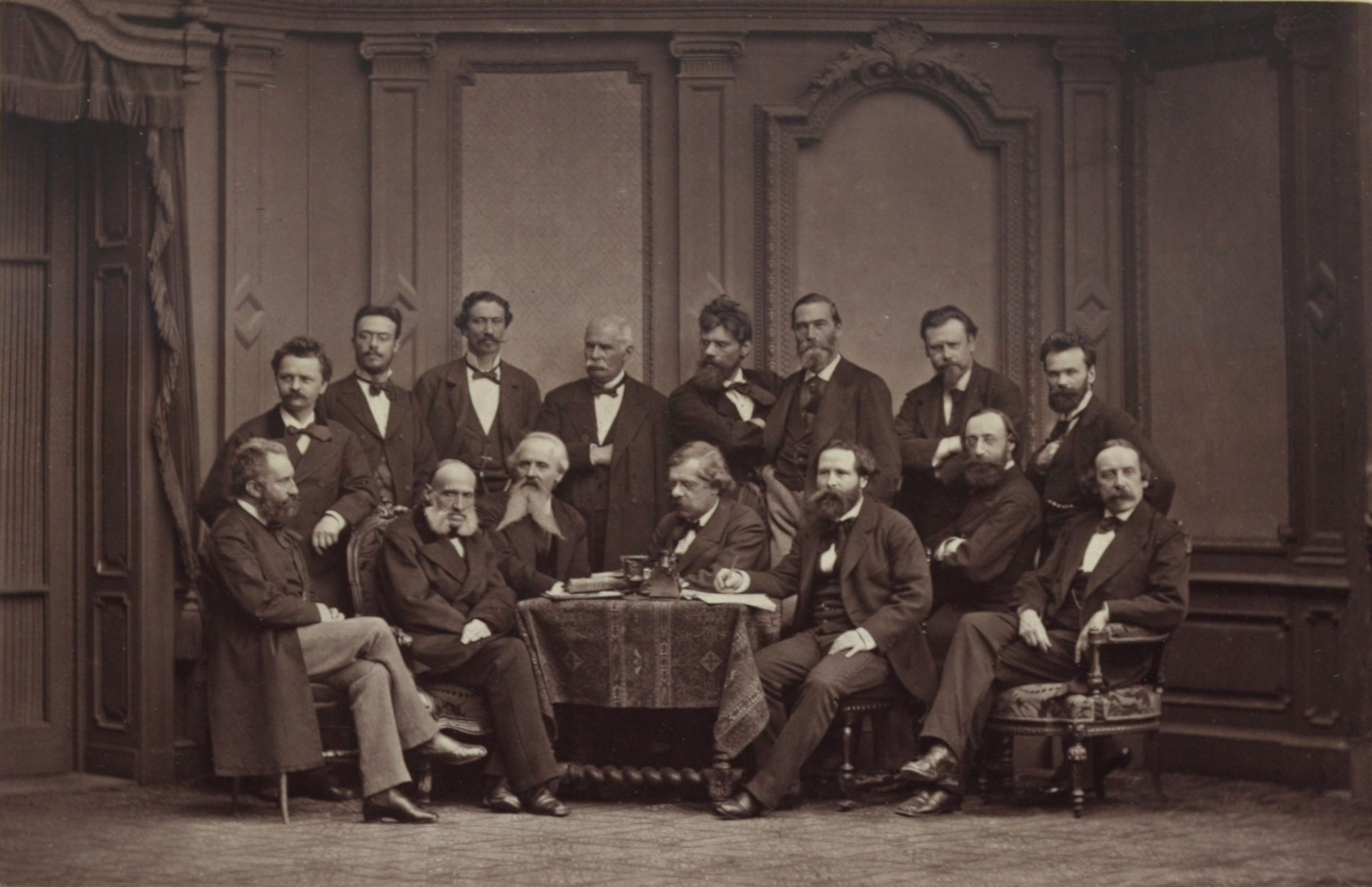
Miembros de la Sociedad Fotográfica en 1877.

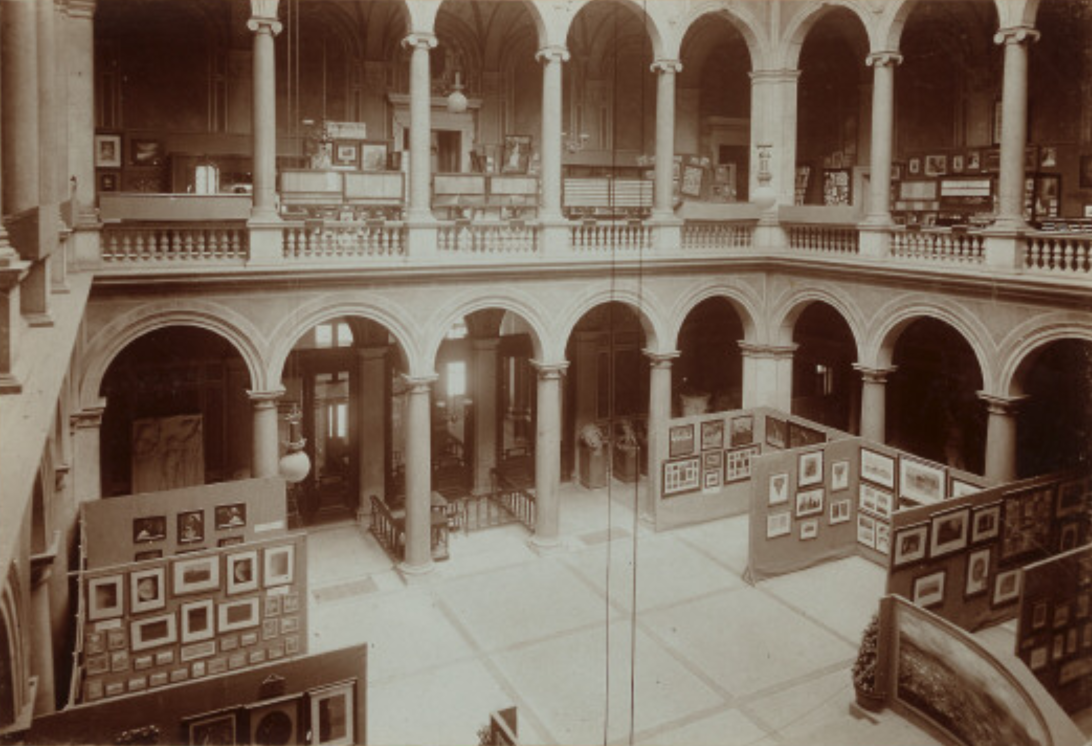
Vista de la Exposición de la Sociedad Fotográfica en 1904.

La Sociedad Fotográfica de Viena (en alemán Photographische Gesellschaft), fundada el 22 de marzo de 1861, fue la primera asociación de fotógrafos de Austria. Surgió continuando la corriente iniciada unos años antes por la Royal Photographic Society de Londres o la Sociedad Francesa de Fotografía en París con el fin de dar a conocer la fotografía y mejorar los aspectos técnicos y artísticos de la misma; por ello estaba formada inicialmente por aficionados y científicos de diversos campos. Sus trabajos de investigación contribuyeron al desarrollo de la astronomía, la microscopía y la radiología y su biblioteca está considerada como la mayor de Austria dedicada a este tema. 
La sociedad tuvo como principal promotor a Wilhelm Freiherr von Schwarz-Senborn y comenzó como extensión en la Academia Imperial de las Ciencias de Viena; entre sus miembros fundadores se encontraban August Artaria, F. Paterno, Voigtländer & Sohn, Ludwig Angerer, Franz Antoine, Johann Bauer, Ernst Birk, Rudolf Finger, Josef Homolatsch, Emil Hornig, Karl von Jagemann, Karl Josef Kreutzer, Karl Lemann, K. Mahlknecht, Anton Georg Martin, Achilles Melingo von Saginth, József Miksa Petzval, Anton Schrötter von Kristelli y Anton Widter. Su primer presidente fue George Anton Martin.
Desde su creación se convirtió en un centro para el desarrollo de la fotografía y desde su primer año se comenzó a planificar la organización de una "Exposición Fotográfica", que se celebró entre mayo y junio de 1864 en el Palacio Dreher y fue la primera exposición fotográfica realizada en Viena. En ella se expusieron 1.100 fotografías que pudieron ser contempladas por más de diez mil visitantes, entre ellos el emperador Francisco José. Ese mismo año la Sociedad Fotográfica inició la publicación de la revista Photographische Correspondenz que se ha estado editando hasta 1971, que tuvo que dejer de publicarse por motivos económicos.
El químico Josef Maria Eder promovió la creación de una escuela pública anexa al edificio de la Sociedad que se inauguró en marzo de 1888 y fue la primera que abordaba una temática fotográfica específica, algunos temas que se abordaban fueron: retrato, fotografía de paisaje y técnicas de impresión. Algunos profesores de la escuela han sido Hans Lenhard, Josef Lowy, Karel Novak o Rudolf Koppitz. Dispone de una extensa colección histórica de imágenes y textos, así como de equipos y aparatos fotográficos.
En los actuales estatutos de la Sociedad Fotográfica el propósito de la asociación es "promover el arte y la ciencia del sistema de la fotografía y la comunicación en el sentido más amplio de la palabra y todos aquellos relacionados y también en disciplinas afines y técnicas, incluyendo específicamente los procesos de reproducción e impresión." 
Werner Sobotka es el presidente de la Sociedad desde el año 2004, cargo ocupado anteriormente por Anselmo F. Wunderer. 